# Mindugading
Mindugading is een bestuurslaag in het regentschap Sidoarjo van de provincie Oost-Java, Indonesië. Mindugading telt 2614 inwoners (volkstelling 2010).